# Francesc Arnau
Francesc Xavier Arnau Grabalosa (Las Planas,  Gerona; 23 de marzo de 1975-Oviedo, 21 de mayo de 2021) fue un futbolista y director deportivo español. En su etapa deportiva jugó como guardameta en el F. C. Barcelona y en el Málaga C. F.

## Trayectoria
Francesc Arnau debutó en el fútbol profesional en la temporada 94-95 con el Fútbol Club Barcelona C. La temporada siguiente subió al 2.º equipo del Barça, disputando 36 partidos y con un saldo de 60 goles en Segunda División. Durante la temporada 96-97 jugó 34 partidos y encajó un total de 50 goles; 10 menos que el curso anterior. Aun así, el filial del club catalán bajó a 2.ª División B. Fue entonces cuando tuvo su primera oportunidad con el primer equipo. Realizó un buen partido aunque tuvo que sacar el balón tres veces de la portería. Siguió en el filial del Barcelona hasta la temporada 1998-1999, en la que jugó un partido en el que encajó un gol. Esa liga la ganó el F. C. Barcelona, de forma que ya poseía un título en su haber. Esa temporada fue seleccionado para que jugara el Europeo sub-21 ganado por España. Durante la siguiente jugó 16 partidos en el primer equipo, encajando 19 goles. Una buena temporada para un portero debutante. En la siguiente, se postuló como suplente del primer equipo y jugó 6 partidos y recibiendo 9 goles. Sería su última campaña con el F. C. Barcelona, pues el año siguiente el Málaga Club de Fútbol lo fichó. Llegó al conjunto andaluz por 2 millones de euros. En la capital de la Costa del Sol permaneció hasta su retirada en 2011. En sus primeros años en el club estuvo a la sombra de Pedro Contreras y Rafa siendo el tercer portero del equipo malaguista y no disputó muchos minutos. La llegada de Antonio Tapia en la temporada 2004-2005 propició la titularidad de Arnau en detrimento de Juan Calatayud, hasta entonces titular.
Arnau siguió siendo titular en la siguiente temporada, donde descendió el Málaga pese a su gran actuación en toda la temporada.
A mitad de la temporada 2006-2007 Juan Ramón López Muñiz le da la titularidad a Iñaki Goitia. Con el regreso de Antonio Tapia tras el ascenso del Málaga a Primera División, Arnau recuperó la titularidad en la portería del Málaga CF. Aunque su lucha durante toda la campaña con Iñaki Goitia fue incansable, finalmente el vasco ocupó lugar preferente en la portería malacitana. Está considerado un profesional modélico y expresó su deseo de terminar su carrera en el Málaga CF. Durante toda su carrera fue sólo fue expulsado una vez en Primera división, en un Málaga 1-6 Valencia.

## Carrera internacional
Arnau jugó con España en el Campeonato Europeo Sub-21 de la UEFA de 1998, siendo nombrado MVP del torneo cuando el país salió victorioso. 

## Director deportivo
En diciembre de 2015, sustituye en el cargo de director deportivo del Málaga CF a Mario Husillos. Arnau trabajaba hasta entonces en la cantera blanquiazul. A mediados de la temporada 2017-18 Arnau abandona su puesto y le sucede el anterior director deportivo, Mario Husillos.
En diciembre de 2019, se convierte en director deportivo del Real Oviedo, firmando un contrato con el conjunto hasta junio de 2022. Arnau llega para ocupar el puesto que había quedado vacante tras la salida de Michu de la entidad a principios del mes de noviembre de 2019.

## Después de la jubilación
Se retiró el 21 de mayo de 2011 saliendo como suplente sustituyendo a Wilfredo Caballero jugando su último partido contra su exequipo el Fútbol Club Barcelona.(1-3) Goles: 1-0 Seba F. 1-1 Bojan (p.), 1-2 Afellay, 1-3 Bartra. Tras retirarse a los 36 años, Arnau continuó trabajando con su último club como entrenador juvenil, junto a su excompañero Salva.  El primero se convirtió en el nuevo director deportivo del Málaga el 15 de diciembre de 2015, en sustitución de Armando Husillos.  En octubre de 2017, tras un mal comienzo de temporada que dejó al equipo último en la máxima categoría, fue destituido y sustituido por su predecesor.
Arnau firmó con el Real Oviedo el 3 de diciembre de 2019 en la misma condición, con un contrato hasta junio de 2022.

## Fallecimiento
El 21 de mayo de 2021, a través de los medios oficiales del Real Oviedo, se confirmó su fallecimiento a los 46 años de edad. Su muerte fue catalogada como suicidio, al haberse arrojado a unas vías de tren en Oviedo.

## Clubes
| Club           | País   | Año       | Partidos | Goles |
| -------------- | ------ | --------- | -------- | ----- |
| FC Barcelona C | España | 1994-1995 | ¿?       | ¿?    |
| FC Barcelona B | España | 1995-1999 | 85       | 140   |
| FC Barcelona   | España | 1998-2001 | 32       | 37    |
| Málaga CF      | España | 2001-2011 | 137      | 187   |

## Palmarés

### Campeonatos nacionales
| Título        | Club         | País   | Año  |
| ------------- | ------------ | ------ | ---- |
| Liga Española | FC Barcelona | España | 1999 |

### Torneos internacionales
| Título          | Equipo | Sede    | Año  |
| --------------- | ------ | ------- | ---- |
| Eurocopa Sub-21 | España | Rumania | 1998 |

### Distinciones individuales
| Distinción                          | Año  |
| ----------------------------------- | ---- |
| Mejor jugador de la Eurocopa sub-21 | 1998 |